# Callionymus ogilbyi
 Callionymus ogilbyi és una espècie de peix de la família dels cal·lionímids i de l'ordre dels perciformes.

## Distribució geogràfica
Es troba a Nova Gal·les del Sud (Austràlia).